# Маго (национальный парк)
Национальный парк Маго — национальный парк в Эфиопии, основанный в 1960-е года. Расположен в области Народностей Южной Эфиопии, примерно в 782 километрах к юго-западу от Аддис-Абебы и к северу от большой излучины реки Омо.
Площадь парка 2162 квадратных километра, высота над уровнем моря составляет от 400 м в южной части до 1776 м (вершина горы Маго) на севере. Рельеф центральной части парка равнинный, а по периметру его со всех сторон, кроме юга, окружают горы. Через парк протекает река Маго (приток реки Омо). Все дороги в парке грунтовые.
Примерно половина площади парка приходится на буш, другая половина — на лес, саванну и луг. В парке обитают слоны Loxodonta africana, численность которых составляет, по оценкам на 2000 год, порядка 500 особей.